# Liste schwäbischer Adelsgeschlechter/G

## G
| Name                                                    | Stammsitz                                                     | Stand                                              | Anmerkungen zu Geschichte und Verbreitung | Mitgliedschaft in Adelsvereinigungen, Bündnissen oder Matrikeln | Links zu relevanten Bildergalerien | Wappen                                                                        |
| ------------------------------------------------------- | ------------------------------------------------------------- | -------------------------------------------------- | --- | --- | --- | ----------------------------------------------------------------------------- |
| Gadner von Garneck                                      | Burg Bromberg bei Sachsenheim                                 | Herren                                             | Im 16. Jahrhundert Nobilitierung des Juristen, Amtmanns und Kartographen Georg Gadner mit Verleihung des Prädikats von Garneck. 1594 Belehnung mit Burg Bromberg durch Herzog Friedrich I. von Württemberg. | | | Siebmacher                                                                    |
| Gaisberg                                                | Ursprünglich Kirchberg an der Murr, später Schnait im Remstal | Ehrbarkeit, Reichsritter, ab 1824 Freiherren       | Im 14. Jahrhundert mit dem ehrbaren Friedrich Gaisberg in Kirchberg erwähnt; 1393 Conrad Gaisberg Schultheiß von Kirchberg. Später Umzug nach dem Remstal. 1499 Bestätigung des Adels; 1824 Freiherrenstand. | Kanton Kocher Kanton Neckar-Schwarzwald Kanton Odenwald des Fränkischen Ritterkreises (von 1785 bis 1800: Benjamin von Gaisberg kurzzeitig als Personalist). | | Siebmacher                                                                    |
| Gaist zu Wildeck                                        |                                                               | Reichsritter                                       | | Kanton Neckar-Schwarzwald (1623) | | Siebmacher                                                                    |
| Geldrich (von Sigmarshofen), Gölderich                  | Ravensburg                                                    | Adelsstand seit 1559                               | Zweig der Familie Humpis, Burg Sigmarshofen bei Grünkraut | | | Siebmacher                                                                    |
| Gemmingen                                               | Gemmingen Burg Hornberg                                       | Ritteradelige                                      | seit 1274 Benennung nach Gemmingen bildete folgende Seitenlinien aus: - Steineck, bzw. Steinegg – Gemmingen – Mühlhausen – Presteneck – Horneck – Tiefenbronn – Homberg führte 1520 die Reformation ein. kam 1806 an Baden | Gesellschaft mit dem Esel Sankt Jörgenschild Teil Neckar (1488) Schwäbischer Bund Kanton Neckar-Schwarzwald wegen Homberg, Hohenwart, Lehningen, Neuhausen im Hagenschieß, Schellbronn, Steinegg, Tiefenbronn (alles badische Lehen), Mühlhausen an der Würm (Erblehen) Kanton Kocher wegen Beihingen (teilweise, seit 1675), Filseck (1593–1597), Neubronn (teilweise), Hochberg (1786–1779), Talheim (teilweise) Kanton Kraichgau, wegen Erligheim, Ganerbenschaft Bennigheim und Erligheim, Guttenberg, Talheim, Adersbach mit Rauhof, Bonfeld mit Babstadt, Fürfeld, Rappenau, Treschklingen, fünf achtel von Hüffenhardt mit Kälbertshausen, Neckarmühlbach, Wollenberg, Michelfeld Im Ritterkreis Franken: Kanton Odenwald , wegen drei Viertel Fränkisch-Krumbach, Bierbach, Eberbach, Erlau, Freiheit, Hof Güttersbach, Michelbach, Hof Rodenstein (17. Jahrhundert), Schloss und Gut Niedersteinach (1622), Hoffenheim (1771), Sachsenflur (teilweise), Unter- und Oberheimbach, Bürg (1334), Ilgenberg, Leibenstadt, Lobenbacherhof, Neckarzimmern mit Schloss Hornberg (1612), Steinbach, Stockbrunn, Widdern (teilweise) (15. Jahrhundert), Kochendorf (teilweise) (1749), Herrschaft Maienfels und Neuhütten (16. Jahrhundert) (gemeinschaftlich mit von Weiler), Schloss Presteneck (teilweise) | Schloss Gemmingen weitere Bilder hier | Scheibler                                                                     |
| Geroldseck                                              | Burg Hohengeroldseck                                          | Freiherren Grafen                                  | 1139 erstmals erwähnt banden zeitweise den gesamten Adel der Ortenau an sich. nach Erbstreitigkeiten Teilung in Linien Lahr-Mahlberg und in Veldenz ab 1504 unter Lehenshoheit Österreichs | Leitbracken Schwäbischer Reichskreis | Ratsitzung Graf Eberhard des Milden von Württemberg (regierte 1392–1417) Junker Walter von Geroldsegg, Bildrand links, Nr. 10 weitere Bilder hier | Ingeram-Codex Scheibler Siebmacher                                            |
| Goldenberg                                              | Ellikon an der Thur                                           | Herren                                             | Egli von Goldenberg erhielt 1361 die niedere Gerichtsbarkeit und die Vogtei über Ellikon von den Habsburgern. Die Linie starb 1569 im Mannesstamm aus. | | | Scheibler                                                                     |
| Göllnitz                                                |                                                               | Reichsritter Freiherren                            | Christoph Wilhelm von Göllnitz († 1793) | Kanton Neckar-Schwarzwald (1654–1793) Kanton Kocher (1651–1790) (wegen Waldenstein) | | Siebmacher                                                                    |
| Gomaringen                                              | Gomaringen                                                    | Ritter                                             | erwähnt von 1191 bis 1455 | | | Scheibler                                                                     |
| Gräter, Greter                                          | Biberach                                                      | Patrizier                                          | erloschen um 1605 | Leitbracken | | Scheibler                                                                     |
| Greck von Kochendorf                                    |                                                               |                                                    | ein Zweig in Ulm, ein Zweig in Kochendorf; erloschen 1749 | Leitbracken | | Ingeram-Codex                                                                 |
| Grempp von Freudenstein                                 |                                                               | Reichsritter                                       | Joachim Grempp, Burgvogt auf Zollern um 1548 | Kanton Neckar-Schwarzwald (1548–1628) | | Siebmacher                                                                    |
| Griesingen                                              |                                                               |                                                    | | Leitbracken | | Scheibler                                                                     |
| Grießheim, Griezheim, Griessen                          | Grießen                                                       | Ritter                                             | erwähnt ab 1096 (Hiltiboldus von Grießheim), 1124 & 1125 (Bernhardus von Grießheim „noblis“). 1229. 1262,1269 und 1285 (Johannes von Grießheim „noblis“ / „dominus“). 1321 Ritter Johann v. Griesheimb, Im 15. Jh. Altikon und Wyden, Wilhelm von Grießheim ⚭ Appolonia von Erzingen verpfänden 1514 Vogteirechte in Birkingen, an Kloster St. Blasien, Friedrich v.G. Mannesstamm erloschen mit Wilhelm von Griessen † 1515 in Waldshut | | | Scheibler                                                                     |
| Gromberg, Gruwenberg, Grünberg                          | Burg Gromberg bei Lauchheim                                   | Ministerialen der Staufer und später der Oettinger | 1235 bis 1518 erwähnt | | | Neuer Siebmacher                                                              |
| Grunbach                                                | Burg Grunbach in Remshalden                                   | Ritter                                             | 1142 mit Konrad von Grunbach erstmals erwähnt; Dieter von Grunbach im 14. Jahrhundert in Aichelbach bei Oppenweiler; 1472 Jörg von Grunbach, Edelknecht und Bürger zu Marbach am Neckar | | | Alberti                                                                       |
| Grünenberg, auch Griennenberg und weitere Schreibweisen | Grünenberg                                                    | Freiherren                                         | | | | Scheibler                                                                     |
| Grüningen-Landau                                        | Grüningen                                                     | Grafen dann Herren                                 | Zweig der Grafen von Württemberg | Leitbracken | |                                                                               |
| Gültlingen                                              | Gültlingen                                                    | Reichsritter                                       | 1100 erstmals genannt 1495 Erbkämmerer der Herzöge von Württemberg Die Oberhoheit über Gültlingen kam mit der Herrschaft Wildberg 1363 von den Grafen von Hohenberg an die Pfalz und 1440 an Württemberg | Schleglerbund Leitbracken Sankt Jörgenschild Teil Neckar (1488) Schwäbischer Bund Kanton Neckar-Schwarzwald (mit Pfäffingen und Deufringen (bis 1699)), Ende des 18. Jahrhunderts: Berneck mit Überberg und Zinnweiler, Garrweiler, Gaugenwald, Heselbronn und Lengenloch Kanton Kocher (seit 1762, wegen angeheirateter Anteile an Adelmannsfelden) | Ratsitzung Graf Eberhard des Milden von Württemberg (regierte 1392–1417) Gültlingen Nr. 27, 29 und 31 weitere Bilder hier                         | Scheibler                                                                     |
| Gundelfingen                                            | Burg Hohengundelfingen, Burg Niedergundelfingen               | Herren, Freiherren                                 | 1105 urkundlich erwähnt, Mitte des 13. Jahrhunderts an Lauter und Donau begütert. Verfall durch Erbteilungen. 1546 fiel das Territorium durch Vererbung an die Grafen von Helfenstein | Leitbracken | Ratsitzung Graf Eberhard des Milden von Württemberg (regierte 1392–1417) Schweikhart von Gundelfingen Nr. 20 weitere Bilder hier                  | Ingeram-Codex Edle von Gundelfingen Ingeram-Codex Freiherren von Gundelfingen |
| Gundelfingen                                            | Gundelfingen an der Donau                                     | Edelherren                                         | | | | Neuer Siebmacher                                                              |
| Gundelsheim                                             | Gundelsheim in Mittelfranken                                  | oettingische Ministerialen, Ritter                 | erloschen 1683 | Leitbracken Kanton Altmühl des Ritterkreis Franken Kanton Odenwald Kanton Kocher (1593–1614 wegen Schenkenstein und Aufhausen) | | Scheibler                                                                     |
| Güss von Güssenberg                                     | Burg Güssenburg                                               | Reichsritter                                       | | Leitbracken Kanton Kocher (wegen Utzmemmingen) | | Scheibler                                                                     |
| Gut(h) von Sulz                                         |                                                               | Reichsritter                                       | aus Horb am Neckar, Ministerialen der Grafen von Sulz, dann der von Geroldseck | Sankt Jörgenschild, Teil am Neckar (1488) Schwäbischer Bund Kanton Neckar-Schwarzwald | | Siebmacher                                                                    |